# Passeromyia longicornis
Passeromyia longicornis är en tvåvingeart som först beskrevs av Macquart 1851.  Passeromyia longicornis ingår i släktet Passeromyia och familjen husflugor. Inga underarter finns listade i Catalogue of Life.